# Emil Holan
Emil Hoff (26. října 1905, Bzenec ) – po 28. říjnu 1944, Osvětim) známější pod pseudonymem Emil Holan byl spisovatel populárně naučné literatury pro mládež.

## Život
Pracoval v nakladatelství K. Synek jako redaktor dětské literatury. Věnoval se především psaní knih seznamujících jednoduchou formou s vědou a technikou své doby. Obvykle při psaní spolupracoval s odborníky v daném oboru.
9. července 1942 byl z Prahy deportován do ghetta v Terezíně. Odtud pak 28. října 1944 do koncentračního tábora Osvětim, kde také zahynul.